# Filippo d'Antiochia
Filippo di Antiochia (... – 1226, avvelenato in prigione) fu re del Regno armeno di Cilicia, dal 1222 al 1224, de jure uxoris poiché nel giugno 1222 aveva sposato la figlia di re Leone II della dinastia dei Rupenidi, la decenne Isabella d'Armenia, che era regina della Piccola Armenia sin dal 1219.
Filippo apparteneva alla casata dei Ramnulfidi, era figlio di Boemondo IV, principe di Antiochia e Plaisance Embriaco di Gibelletto.

## Biografia
La Cilicia armena che, indebolita dalle guerre, aveva bisogno di un alleato forte, trovò una soluzione temporanea in un legame con il Principato d'Antiochia: 
il reggente Costantino di Barbaron suggerì al principe Boemondo IV di mandare il suo quarto figlio, Filippo, a sposare Isabella, insistendo solo sul fatto che lo sposo avrebbe dovuto unirsi alla separata Chiesa armena. 
Filippo accettò di adottare la fede, la comunione e le usanze degli armeni e di rispettare i privilegi di tutti i popoli della Cilicia armena.
Filippo sposò Isabella a Sis nel giugno 1222 e fu accettato come principe-consorte, ma il regno congiunto di Isabella e Filippo durò solo poco tempo: il disprezzo di quest'ultimo per il rituale armeno, che egli aveva promesso di rispettare, ed il suo marcato favoritismo per i baroni latini, irritarono la nobiltà armena.
Filippo, che trascorreva più tempo possibile ad Antiochia, si rese rapidamente impopolare tentando di imporre il rito e le abitudini latine al clero ed al popolo armeno (rifiutò anche di lasciarsi crescere la barba).
Quando si sparse la voce che Filippo voleva inviare la corona ed il trono ad Antiochia il paese si sollevò e Costantino di Barbaron guidò la rivolta (alla fine del 1224). 
Filippo ed Isabella furono catturati a Tall Hamdun (l'odierna Toprakkale in Turchia) mentre si recavano ad Antiochia e riportati indietro a Sis dove Filippo fu strappato dalle braccia della moglie, che lo amava teneramente, gettato in prigione e probabilmente avvelenato all'inizio del 1225 o, secondo altre fonti, il 24 gennaio 1226.

## Le conseguenze della morte
Alla morte del marito Isabella decise di abbracciare la vita monastica, fuggì a Seleucia 
e cercò rifugio presso gli Ospitalieri; questi ultimi non avrebbero voluto consegnarla a Costantino di Barbaron ma temevano il potente reggente, così tacitarono le loro coscienze vendedogli la fortezza con dentro Isabella.
Boemondo IV, furioso, era determinato alla guerra anche se tale conflitto era stato espressamente vietato dal Papa in quanto dannoso per tutta la cristianità, così si alleò con il sultano di Iconio, Kai-Qobad I e nel 1225 devastò il settentrione della Cilicia.
 
Costantino di Barbaron prese accordi con il reggente di Aleppo, Toghril, per muovere su Antiochia e quando quest'ultimo attaccò Bagras, Boemondo IV dovette tornare nei suoi territori.
Aitone, il figlio di Costantino, sposò Isabella.

## Ascendenza
|                          |   |                      | Genitori                |  |  | Nonni |  |  | Bisnonni             |  |  | Trisnonni                |  |
|                          |   |                      |                         |  |  |       |  |  | Raimondo di Poitiers |  |  | Guglielmo IX d'Aquitania |  |
|                          |   |                      |                         |  |  |       |  |  | Raimondo di Poitiers |  |  | Guglielmo IX d'Aquitania |  |
|                          |   | Filippa di Tolosa    |                         |  |  |       |  |  | Raimondo di Poitiers |  |  |                          |  |
| Boemondo III d'Antiochia |   |                      |                         |  |  |       |  |  | Raimondo di Poitiers |  |  |                          |  |
|                          |   | Costanza d'Antiochia | Boemondo II d'Antiochia |  |  |       |  |  |                      |  |  |                          |  |
|                          |   | Costanza d'Antiochia | Boemondo II d'Antiochia |  |  |       |  |  |                      |  |  |                          |  |
|                          |   | Costanza d'Antiochia | Alice di Antiochia      |  |  |       |  |  |                      |  |  |                          |  |
| Boemondo IV d'Antiochia  |   | Costanza d'Antiochia |                         |  |  |       |  |  |                      |  |  |                          |  |
|                          |   | …                    | …                       |  |  |       |  |  |                      |  |  |                          |  |
|                          |   | …                    | …                       |  |  |       |  |  |                      |  |  |                          |  |
|                          |   | …                    | …                       |  |  |       |  |  |                      |  |  |                          |  |
| Orgueilleuse de Harenc   |   | …                    |                         |  |  |       |  |  |                      |  |  |                          |  |
|                          |   | …                    | …                       |  |  |       |  |  |                      |  |  |                          |  |
|                          |   | …                    | …                       |  |  |       |  |  |                      |  |  |                          |  |
|                          |   | …                    | …                       |  |  |       |  |  |                      |  |  |                          |  |
| Filippo d'Antiochia      |   | …                    |                         |  |  |       |  |  |                      |  |  |                          |  |
|                          | … | …                    |                         |  |  |       |  |  |                      |  |  |                          |  |
|                          | … | …                    |                         |  |  |       |  |  |                      |  |  |                          |  |
|                          | … | …                    |                         |  |  |       |  |  |                      |  |  |                          |  |
| …                        | … |                      |                         |  |  |       |  |  |                      |  |  |                          |  |
|                          |   | …                    | …                       |  |  |       |  |  |                      |  |  |                          |  |
|                          |   | …                    | …                       |  |  |       |  |  |                      |  |  |                          |  |
|                          |   | …                    | …                       |  |  |       |  |  |                      |  |  |                          |  |
| Plaisante de Giblet      |   | …                    |                         |  |  |       |  |  |                      |  |  |                          |  |
|                          |   | …                    | …                       |  |  |       |  |  |                      |  |  |                          |  |
|                          |   | …                    | …                       |  |  |       |  |  |                      |  |  |                          |  |
|                          |   | …                    | …                       |  |  |       |  |  |                      |  |  |                          |  |
| …                        |   | …                    |                         |  |  |       |  |  |                      |  |  |                          |  |
|                          |   | …                    | …                       |  |  |       |  |  |                      |  |  |                          |  |
|                          |   | …                    | …                       |  |  |       |  |  |                      |  |  |                          |  |
|                          |   | …                    | …                       |  |  |       |  |  |                      |  |  |                          |  |
|                          |   | …                    |                         |  |  |       |  |  |                      |  |  |                          |  |